# تسانکی
تسانکی (به لهستانی:  Canki) یک روستا در لهستان است که در گمینا رن واقع شده‌است. تسانکی ۱۲۰ نفر جمعیت دارد.